# A-136
La carretera A-136 és una via de titularitat autonòmica aragonesa, que uneix la ciutat de Biescas amb el Port del Portalet i el sud de França, passant per la Vall de Tena. Té una longitud d'uns 27 quilòmetres aproximadament.
La carretera comença en un encreuament amb la carretera N-260 al nord de Biescas, i transcorre paral·lelament el riu Gàllego durant tot el recorregut. Passa pel centre del poble d'Escarrilla, on hi trobem l'únic túnel d'aquesta carretera, el túnel d'Escarra. Tot seguit travessa la presa i l'embassament de Lanuza fins a arribar al trencant que porta cap al poble de Sallent de Gállego. Al cap de 3 quilòmetres aproximadament arribem a la urbanització Formigal i, fins a arribar a la frontera amb França, trobem a mà esquerra els aparcaments de les pistes d'esquí de l'estació de Formigal.